# 짱구는 못말려의 에피소드 목록 (20–29기)
다음은 짱구는 못말려의 20기부터 29기까지의 에피소드 목록이다. 

## 20기
| 화수 | 제목                                                | 본방송일자 (일본)                                    | 방영순서 |
| ---- | --------------------------------------------------- | ---------------------------------------------------- | -------- |
| 1–1  | "흰둥이는 미러클 독이에요"                          | 2018년 6월 15일 대한민국 내 방영 : 2020년 8월 25일   | 967-1    |
| 1–2  | "훈이는 황금손이에요"                               | 2018년 6월 15일 대한민국 내 방영 : 2020년 8월 25일   | 967-2    |
| 1–3  | "채소를 키워요"                                     | 2018년 6월 22일 대한민국 내 방영 : 2020년 8월 25일   | 968-1    |
| 2–1  | "DVD를 빌리러 가요"                                 | 2018년 6월 22일 대한민국 내 방영 : 2020년 9월 1일    | 968-2    |
| 2–2  | "푸딩 전쟁이 일어났어요"                            | 2018년 6월 29일 대한민국 내 방영 : 2020년 9월 1일    | 969-1    |
| 2–3  | "떡잎마을 방범대 회의를 해요"                       | 2018년 6월 29일 대한민국 내 방영 : 2020년 9월 1일    | 969-2    |
| 3–1  | "아이스크림은 맛있어요"                             | 2018년 7월 6일 대한민국 내 방영 : 2020년 9월 8일     | 970-1    |
| 3–2  | "도우미 포인트를 적립해요"                          | 2018년 7월 6일 대한민국 내 방영 : 2020년 9월 8일     | 970-2    |
| 3–3  | "장어 잡기 체험을 해요"                             | 2018년 7월 20일 대한민국 내 방영 : 2020년 9월 8일    | 971-1    |
| 4–1  | "여름 도시 괴담 시리즈, 친구가 생겼어요"            | 2018년 7월 20일 대한민국 내 방영 : 2020년 9월 15일   | 971-2    |
| 4–2  | "매일 매일 체조를 할 거예요"                        | 2018년 7월 27일 대한민국 내 방영 : 2020년 9월 15일   | 972-1    |
| 4–3  | "여름 도시 괴담 시리즈, 행선지를 알 수 없는 버스"   | 2018년 7월 27일 대한민국 내 방영 : 2020년 9월 15일   | 972-2    |
| 5–1  | "도망친 닭을 잡아요"                                | 2018년 8월 3일 대한민국 내 방영 : 2020년 9월 29일    | 973-1    |
| 5–2  | "여름 도시 괴담 시리즈, 공포의 사랑선풍기"          | 2018년 8월 3일 대한민국 내 방영 : 2020년 9월 29일    | 973-2    |
| 5–3  | "최고의 판매여왕이 다시 왔어요"                     | 2018년 8월 17일 대한민국 내 방영 : 2020년 9월 29일   | 974-1    |
| 6–1  | "축구공 탈환 작전"                                  | 2018년 8월 17일 대한민국 내 방영 : 2020년 10월 6일   | 974-2    |
| 6–2  | "우리는 금붕어예요"                                 | 2018년 8월 24일 대한민국 내 방영 : 2020년 10월 6일   | 975-1    |
| 6–3  | "팬티를 사러 가요"                                  | 2018년 8월 24일 대한민국 내 방영 : 2020년 10월 6일   | 975-2    |
| 7–1  | "키가 크고 싶어요"                                  | 2018년 8월 31일 대한민국 내 방영 : 2020년 10월 13일  | 976-1    |
| 7–2  | "이름없는 집안일을 해요"                            | 2018년 8월 31일 대한민국 내 방영 : 2020년 10월 13일  | 976-2    |
| 7–3  | "느끼한 맛의 비밀을 밝혀내요"                       | 2018년 9월 14일 대한민국 내 방영 : 2020년 10월 13일  | 977-1    |
| 8–1  | "엄마랑 마라톤을 해요"                              | 2018년 9월 14일 대한민국 내 방영 : 2020년 10월 20일  | 977-2    |
| 8–2  | "우리집에는 TV가 없어요"                            | 2018년 10월 19일 대한민국 내 방영 : 2020년 10월 20일 | 978-1    |
| 8–3  | "특종을 쓰고 싶어요"                                | 2018년 10월 19일 대한민국 내 방영 : 2020년 10월 20일 | 978-2    |
| 9–1  | "엉덩이를 찾아요"                                   | 2018년 10월 26일 대한민국 내 방영 : 2020년 10월 27일 | 979-1    |
| 9–2  | "두근두근하게 만들어요"                             | 2018년 10월 26일 대한민국 내 방영 : 2020년 10월 27일 | 979-2    |
| 9–3  | "프린세스 마술봉이 생겼어요"                        | 2018년 11월 2일 대한민국 내 방영 : 2020년 10월 27일  | 980-1    |
| 10–1 | "유치원 놀이를 해요"                                | 2018년 11월 2일 대한민국 내 방영 : 2020년 11월 3일   | 980-2    |
| 10–2 | "앱으로 물건을 팔아요"                              | 2018년 11월 9일 대한민국 내 방영 : 2020년 11월 3일   | 981-1    |
| 10–3 | "가운데에 서고 싶어요"                              | 2018년 11월 9일 대한민국 내 방영 : 2020년 11월 3일   | 981-2    |
| 11–1 | "짐 싸는 걸 도와드려요"                             | 2018년 11월 16일 대한민국 내 방영 : 2020년 11월 10일 | 982-1    |
| 11–2 | "깜짝 손님이 오셨어요"                              | 2018년 11월 16일 대한민국 내 방영 : 2020년 11월 10일 | 982-2    |
| 11–3 | "두번째 깜짝 손님이 오셨어요"                       | 2018년 11월 23일 대한민국 내 방영 : 2020년 11월 10일 | 983-1    |
| 12–1 | "걸작을 운반해요"                                   | 2018년 11월 23일 대한민국 내 방영 : 2020년 11월 17일 | 983-2    |
| 12–2 | "군고구마 팔기 대결을 해요"                         | 2018년 11월 30일 대한민국 내 방영 : 2020년 11월 17일 | 984-1    |
| 12–3 | "엄마랑 탁구 시합을 해요"                           | 2018년 11월 30일 대한민국 내 방영 : 2020년 11월 17일 | 984-2    |
| 13–1 | "액션가면에게 길을 안내해요"                        | 2018년 12월 14일 대한민국 내 방영 : 2020년 11월 24일 | 985-1    |
| 13–2 | "수지랑 전골을 먹어요"                              | 2018년 12월 14일 대한민국 내 방영 : 2020년 11월 24일 | 985-2    |
| 13–3 | "방바닥이 뜨끈뜨끈해요"                             | 2019년 1월 18일 대한민국 내 방영 : 2020년 11월 24일  | 986-1    |
| 14–1 | "떡 파는 소녀를 만났어요"                           | 2019년 1월 18일 대한민국 내 방영 : 2021년 2월 3일    | 986-2    |
| 14–2 | "벽장을 정리해요"                                   | 2019년 1월 25일 대한민국 내 방영 : 2021년 2월 3일    | 987-1    |
| 15–1 | "철수는 도롱이벌레예요"                             | 2019년 1월 25일 대한민국 내 방영 : 2021년 2월 3일    | 987-2    |
| 15–2 | "레스토랑 놀이를 해요"                              | 2019년 2월 1일 대한민국 내 방영 : 2021년 2월 3일     | 988-1    |
| 15–3 | "즐겁게 목욕을 해요"                                | 2019년 2월 1일 대한민국 내 방영 : 2021년 2월 3일     | 988-2    |
| 16–1 | "딸기를 맛있게 먹고 싶어요"                         | 2019년 2월 8일 대한민국 내 방영 : 2021년 2월 10일    | 989-1    |
| 16–2 | "장보기도 골프도 완벽해요"                          | 2019년 2월 8일 대한민국 내 방영 : 2021년 2월 10일    | 989-2    |
| 16–3 | "사랑의 치과 검진을 해요"                           | 2019년 2월 15일 대한민국 내 방영 : 2021년 2월 10일   | 990-1    |
| 17–1 | "우리 집에 수달이 왔어요"                           | 2019년 2월 15일 대한민국 내 방영 : 2021년 2월 10일   | 990-2    |
| 17–2 | "미소 이모가 간호하러 왔어요"                       | 2019년 2월 22일 대한민국 내 방영 : 2021년 2월 10일   | 991-1    |
| 17–3 | "봄을 찾아요"                                       | 2019년 2월 22일 대한민국 내 방영 : 2021년 2월 10일   | 991-2    |
| 18–1 | "친구들이랑 꽃구경을 해요"                          | 2019년 3월 15일 대한민국 내 방영 : 2021년 2월 17일   | 992-1    |
| 18–2 | "상자를 조립해요"                                   | 2019년 4월 5일 대한민국 내 방영 : 2021년 2월 17일    | 992-2    |
| 18–3 | "프랑스 와플을 먹어봐요"                            | 2019년 4월 5일 대한민국 내 방영 : 2021년 2월 17일    | 993-1    |
| 19–1 | "죽순 캐기 체험을 해요"                             | 2019년 4월 19일 대한민국 내 방영 : 2021년 2월 17일   | 993-2    |
| 19–2 | "나는 코알라 짱구예요"                              | 2019년 4월 19일 대한민국 내 방영 : 2021년 2월 17일   | 994-1    |
| 19–3 | "고등어캔 다이어트를 해요"                          | 2019년 4월 26일 대한민국 내 방영 : 2021년 2월 17일   | 994-2    |
| 20–1 | "리얼 소꿉놀이 대본을 써요"                         | 2019년 4월 26일 대한민국 내 방영 : 2021년 2월 24일   | 995-1    |
| 20–2 | "이슬이 누나랑 요리를 배워요"                       | 2019년 5월 10일 대한민국 내 방영 : 2021년 2월 24일   | 995-2    |
| 20–3 | "엄마 아빠랑 인생게임을 해요"                       | 2019년 5월 17일 대한민국 내 방영 : 2021년 2월 24일   | 996-1    |
| 21–1 | "스페인에서 원장님 친구가 왔어요"                   | 2019년 5월 17일 대한민국 내 방영 : 2021년 2월 24일   | 996-2    |
| 21–2 | "직판장에서 싸게 샀어요"                            | 2019년 5월 31일 대한민국 내 방영 : 2021년 2월 24일   | 997-1    |
| 21–3 | "아빠에게 비밀이 생겼어요"                          | 2019년 5월 31일 대한민국 내 방영 : 2021년 2월 24일   | 997-2    |
| 22–1 | "찜질방에서 영업을 해요"                            | 2019년 6월 7일 대한민국 내 방영 : 2021년 3월 3일     | 998-1    |
| 22–2 | "엉덩이 운동을 해요"                                | 2019년 6월 7일 대한민국 내 방영 : 2021년 3월 3일     | 998-2    |
| 22–3 | "두피 마사지로 잠이 들어요"                         | 2019년 6월 14일 대한민국 내 방영 : 2021년 3월 3일    | 999-2    |
| 23–1 | "짱구가 없어졌어요"                                 | 2019년 6월 14일 대한민국 내 방영 : 2021년 3월 3일    | 1000-1   |
| 23–2 | "붉은 장미 삼총사가 달라졌어요"                     | 2019년 6월 21일 대한민국 내 방영 : 2021년 3월 3일    | 1000-2   |
| 24–1 | "짱아를 잡으러 가요"                                | 2019년 6월 28일 대한민국 내 방영 : 2021년 3월 10일   | 1001-1   |
| 24–2 | "유치원에 판매여왕이 왔어요"                        | 2019년 6월 28일 대한민국 내 방영 : 2021년 3월 10일   | 1001-2   |
| 24–3 | "훈이는 살림박사예요"                               | 2019년 7월 5일 대한민국 내 방영 : 2021년 3월 10일    | 1002-1   |
| 25–1 | "수지랑 바닷가를 달려요"                            | 2019년 7월 5일 대한민국 내 방영 : 2021년 3월 10일    | 1002-2   |
| 25–2 | "아빠랑 세차를 해요"                                | 2019년 8월 2일 대한민국 내 방영 : 2021년 3월 10일    | 1003-1   |
| 25–3 | "철수네 집에 피서지예요"                            | 2019년 8월 2일 대한민국 내 방영 : 2021년 3월 10일    | 1003-2   |
| 26–1 | "쿠폰을 받으면 위험해요"                            | 2019년 8월 9일 대한민국 내 방영 : 2021년 3월 17일    | 1004-1   |
| 26–2 | "강아지 훈련을 배워요"                              | 2019년 8월 9일 대한민국 내 방영 : 2021년 3월 17일    | 1004-2   |
| 26–3 | "여름도시 괴담 시리즈, 집으로 돌아가지 못하는 철수" | 2019년 8월 23일 대한민국 내 방영 : 2021년 3월 17일   | 1005-1   |
| 27–1 | "나 혼자서 마음대로 놀아요"                         | 2019년 8월 23일 대한민국 내 방영 : 2021년 3월 17일   | 1005-2   |
| 27–2 | "회의는 짧을수록 좋아요"                            | 2019년 8월 30일 대한민국 내 방영 : 2021년 3월 17일   | 1006-1   |
| 27–3 | "모기가 앵~ 날아다녀요"                             | 2019년 8월 30일 대한민국 내 방영 : 2021년 3월 17일   | 1006-2   |
| 28–1 | "리모델링 견적을 받아요"                            | 2019년 10월 5일 대한민국 내 방영 : 2021년 3월 24일   | 1007-1   |
| 28–2 | "흉내 내기 술래잡기를 해요"                         | 2019년 10월 5일 대한민국 내 방영 : 2021년 3월 24일   | 1007-2   |
| 28–3 | "사과주스를 찾아요"                                 | 2019년 10월 19일 대한민국 내 방영 : 2021년 3월 24일  | 1008-1   |

## 22기
| 화수 | 제목                                              | 본방송일자 (일본)                                    | 방영순서 |
| ---- | ------------------------------------------------- | ---------------------------------------------------- | -------- |
| 1–1  | "이슬이 누나랑 미용실에 갔어요"                   | 2021년 1월 9일 대한민국 내 방영 : 2022년 9월 29일    | 1064-2   |
| 1–2  | "리모컨 쟁탈전을 벌여요"                          | 2021년 1월 9일 대한민국 내 방영 : 2022년 9월 29일    | 1064-3   |
| 1–3  | "아빠가 입원을 하셨어요"                          | 2021년 1월 16일 대한민국 내 방영 : 2022년 9월 29일   | 1065-2   |
| 2–1  | "대화가 뒤죽박죽이에요"                           | 2021년 1월 16일 대한민국 내 방영 : 2022년 9월 29일   | 1065-3   |
| 2–2  | "어묵파티를 해요"                                 | 2021년 1월 23일 대한민국 내 방영 : 2022년 9월 29일   | 1066-2   |
| 2–3  | "석양을 보러가요"                                 | 2021년 1월 23일 대한민국 내 방영 : 2022년 9월 29일   | 1066-3   |
| 3–1  | "아빠 구두를 신고 다녀요"                         | 2021년 1월 30일 대한민국 내 방영 : 2022년 10월 6일   | 1067-1   |
| 3–2  | "흰둥봇이 왔어요"                                 | 2021년 1월 30일 대한민국 내 방영 : 2022년 10월 6일   | 1067-2   |
| 3–3  | "데굴데굴 뛰어가요"                               | 2021년 2월 6일 대한민국 내 방영 : 2022년 10월 6일    | 1068-3   |
| 4–1  | "완두싹을 길러요"                                 | 2021년 2월 6일 대한민국 내 방영 : 2022년 10월 6일    | 1068-2   |
| 4–2  | "식탁보 빼기를 해요"                              | 2021년 2월 13일 대한민국 내 방영 : 2022년 10월 6일   | 1069-3   |
| 4–3  | "메뉴 보물찾기를 해요"                            | 2021년 2월 13일 대한민국 내 방영 : 2022년 10월 6일   | 1069-2   |
| 5–1  | "어묵 구멍으로 미래가 보여요"                     | 2021년 2월 20일 대한민국 내 방영 : 2022년 10월 13일  | 1070-1   |
| 5–2  | "원장님이 복화술을 해요"                          | 2021년 2월 20일 대한민국 내 방영 : 2022년 10월 13일  | 1070-3   |
| 5–3  | "신혼집으로 딱 좋아요"                            | 2021년 2월 27일 대한민국 내 방영 : 2022년 10월 13일  | 1071-1   |
| 6–1  | "어른 팬티를 입어요"                              | 2021년 2월 27일 대한민국 내 방영 : 2022년 10월 13일  | 1071-3   |
| 6–2  | "유리에게 연출을 배워요"                          | 2021년 3월 6일 대한민국 내 방영 : 2022년 10월 13일   | 1072-2   |
| 6–3  | "멍청이의 기원, ★원시시대 편☆ 매머드 사냥하기"    | 2021년 3월 6일 대한민국 내 방영 : 2022년 10월 13일   | 1072-3   |
| 7–1  | "액션가면 우표를 붙여요"                          | 2021년 3월 20일 대한민국 내 방영 : 2022년 10월 20일  | 1074-2   |
| 7–2  | "엄마를 흉내내요"                                 | 2021년 3월 13일 대한민국 내 방영 : 2022년 10월 20일  | 1073-2   |
| 7–3  | "멍청이의 기원 ☆원시시대 편★ 물고기를 먹고 싶어"  | 2021년 3월 13일 대한민국 내 방영 : 2022년 10월 20일  | 1073-3   |
| 8–1  | "물고기를 만들어요"                               | 2021년 3월 27일 대한민국 내 방영 : 2022년 10월 20일  | 1075-2   |
| 8–2  | "멍청이의 기원, ★원시시대 편☆ 수지가 좋아"        | 2021년 3월 20일 대한민국 내 방영 : 2022년 10월 20일  | 1074-3   |
| 8–3  | "이름이 생각나지 않아요"                          | 2021년 4월 10일 대한민국 내 방영 : 2022년 10월 20일  | 1077-2   |
| 9–1  | "멍청이의 기원, ☆원시시대 편★ 이런저런 멍청이"    | 2021년 3월 27일 대한민국 내 방영 : 2022년 10월 27일  | 1075-3   |
| 9–2  | "부리부리 용사의 모험, 미녀와 야수와 짱구"        | 2021년 4월 3일 대한민국 내 방영 : 2022년 10월 27일   | 1076-1   |
| 10–1 | "상실감이 느껴져요"                               | 2021년 4월 17일 대한민국 내 방영 : 2022년 10월 27일  | 1078-2   |
| 10–2 | "사립탐정 신짱구의 사건 파일, 사라진 검은고양이"  | 2021년 4월 10일 대한민국 내 방영 : 2022년 10월 27일  | 1077-3   |
| 10–3 | "음악회 연습을 해요"                              | 2021년 4월 24일 대한민국 내 방영 : 2022년 10월 27일  | 1079-3   |
| 11–1 | "사립탐정 신짱구의 사건 파일, 괴도가 보낸 도전장" | 2021년 4월 17일 대한민국 내 방영 : 2022년 11월 3일   | 1078-3   |
| 11–2 | "간식 얻어먹기 순찰을 해요"                       | 2021년 5월 8일 대한민국 내 방영 : 2022년 11월 3일    | 1081-2   |
| 11–3 | "집에서 4D로 감상해요"                            | 2021년 5월 8일 대한민국 내 방영 : 2022년 11월 3일    | 1081-3   |
| 12–1 | "사립탐정 신짱구의 사건 파일, 용의자 M의 침묵"    | 2021년 4월 24일 대한민국 내 방영 : 2022년 11월 3일   | 1079-2   |
| 12–2 | "사과하는 비법을 배워요"                          | 2021년 5월 15일 대한민국 내 방영 : 2022년 11월 3일   | 1082-3   |
| 12–3 | "화낸다고 해결되지 않아요"                        | 2021년 5월 22일 대한민국 내 방영 : 2022년 11월 3일   | 1083-2   |
| 13–1 | "사립탐정 신짱구의 사건 파일, 협박장의 비밀"      | 2021년 5월 1일 대한민국 내 방영 : 2022년 11월 10일   | 1080-3   |
| 13–2 | "패스워드를 입력해요"                             | 2021년 5월 22일 대한민국 내 방영 : 2022년 11월 10일  | 1083-3   |
| 14–1 | "딱보면 알아요"                                   | 2021년 6월 5일 대한민국 내 방영 : 2022년 11월 10일   | 1085-1   |
| 14–2 | "찌찌뽕 친구가 되고싶어요"                        | 2021년 5월 29일 대한민국 내 방영 : 2022년 11월 10일  | 1084-3   |
| 14–3 | "미니 양념을 정리해요"                            | 2021년 5월 29일 대한민국 내 방영 : 2022년 11월 10일  | 1084-2   |
| 15–1 | "우리는 고양이에요"                               | 2021년 6월 12일 대한민국 내 방영 : 2022년 11월 17일  | 1086-3   |
| 15–2 | "라테 아트에 도전해요"                            | 2021년 6월 12일 대한민국 내 방영 : 2022년 11월 17일  | 1086-1   |
| 15–3 | "오랜만에 데이트를 해요"                          | 2021년 6월 19일 대한민국 내 방영 : 2022년 11월 17일  | 1087-3   |
| 16–1 | "우리가 양말이 됐어요"                            | 2021년 7월 3일 대한민국 내 방영 : 2022년 11월 17일   | 1089-3   |
| 16–2 | "단체줄넘기 대회를 해요"                          | 2021년 6월 26일 대한민국 내 방영 : 2022년 11월 17일  | 1088-2   |
| 16–3 | "순위가 왔다 갔다 해요"                           | 2021년 6월 26일 대한민국 내 방영 : 2022년 11월 17일  | 1088-3   |
| 17–1 | "토끼인형을 빨아요"                               | 2021년 7월 10일 대한민국 내 방영 : 2022년 11월 24일  | 1090-1   |
| 17–2 | "배달 아르바이트를 해요"                          | 2021년 7월 10일 대한민국 내 방영 : 2022년 11월 24일  | 1090-2   |
| 17–3 | "무인식당에서 밥을 먹어요"                        | 2021년 7월 17일 대한민국 내 방영 : 2022년 11월 24일  | 1091-2   |
| 18–1 | "떡잎마을 속의 외국을 찾아요"                     | 2021년 8월 14일 대한민국 내 방영 : 2022년 11월 24일  | 1093-2   |
| 18–2 | "유명한 작가에게 물건을 팔아요"                   | 2021년 8월 7일 대한민국 내 방영 : 2022년 11월 24일   | 1092-3   |
| 18–3 | "간식을 먹기 위해 엄마를 도와요"                  | 2021년 8월 7일 대한민국 내 방영 : 2022년 11월 24일   | 1092-2   |
| 19–1 | "야간 수영장에 가고 싶어요"                       | 2021년 8월 14일 대한민국 내 방영 : 2022년 12월 1일   | 1093-3   |
| 19–2 | "도망친 게를 잡아요"                              | 2021년 8월 21일 대한민국 내 방영 : 2022년 12월 1일   | 1094-2   |
| 19–3 | "신데레일라 이야기"                               | 2021년 8월 21일 대한민국 내 방영 : 2022년 12월 1일   | 1094-3   |
| 20–1 | "엄마랑 훈련을 해요"                              | 2021년 8월 28일 대한민국 내 방영 : 2022년 12월 1일   | 1095-2   |
| 20–2 | "유치원 수영장에서 놀아요"                        | 2021년 8월 28일 대한민국 내 방영 : 2022년 12월 1일   | 1095-3   |
| 20–3 | "맹구가 좀 이상해요"                              | 2021년 9월 4일 대한민국 내 방영 : 2022년 12월 1일    | 1096-1   |
| 21–1 | "애완이불이 생겼어요"                             | 2021년 9월 11일 대한민국 내 방영 : 2022년 12월 8일   | 1097-3   |
| 21–2 | "비즈니스 캐주얼을 입어요"                        | 2021년 9월 4일 대한민국 내 방영 : 2022년 12월 8일    | 1096-2   |
| 22–1 | "우리는 어변져스"                                 | 2021년 9월 18일 대한민국 내 방영 : 2022년 12월 8일   | 1098-2   |
| 22–2 | "설공주와 네 명의 나무꾼"                         | 2021년 9월 25일 대한민국 내 방영 : 2022년 12월 8일   | 1099-3   |
| 23–1 | "펫 카메라로 핸드폰을 찾아요"                     | 2021년 9월 25일 대한민국 내 방영 : 2022년 12월 15일  | 1099-2   |
| 23–2 | "타조알을 먹어요"                                 | 2021년 10월 2일 대한민국 내 방영 : 2022년 12월 15일  | 1100-3   |
| 23–3 | "비대면 회식을 해요"                              | 2021년 10월 2일 대한민국 내 방엉 : 2022년 12월 15일  | 1100-2   |
| 24–1 | "30원이 모자라요"                                 | 2021년 10월 9일 대한민국 내 방영 : 2022년 12월 15일  | 1101-2   |
| 24–2 | "훈이의 스냅사진을 찍어요"                        | 2021년 10월 9일 대한민국 내 방영 : 2022년 12월 15일  | 1101-3   |
| 24–3 | "가을의 전령사를 찾아요"                          | 2021년 10월 16일 대한민국 내 방영 : 2022년 12월 15일 | 1102-3   |
| 25–1 | "프린세스 쇼핑백을 지켜요"                        | 2021년 10월 23일 대한민국 내 방영 : 2022년 12월 22일 | 1103-2   |
| 25–2 | "찾는 게 뭔지 모르겠어요"                         | 2021년 10월 23일 대한민국 내 방영 : 2022년 12월 22일 | 1103-3   |
| 25–3 | "교통공원에서 운전을 해요"                        | 2021년 10월 30일 대한민국 내 방영 : 2022년 12월 22일 | 1104-3   |
| 26–1 | "온라인으로 운동을 해요"                          | 2021년 10월 30일 대한민국 내 방영 : 2022년 12월 22일 | 1104-2   |
| 26–2 | "팔까 말까 고민이에요"                            | 2021년 11월 6일 대한민국 내 방영 : 2022년 12월 22일  | 1105-2   |
| 26–3 | "비싼 차를 빌렸어요"                              | 2021년 11월 6일 대한민국 내 방영 : 2022년 12월 22일  | 1105-3   |

## 23기
| 화수 | 제목                                        | 본방송일자 (일본)                                    | 방영순서 |
| ---- | ------------------------------------------- | ---------------------------------------------------- | -------- |
| 1–1  | "프린세스 만화책을 찾아요"                  | 2021년 11월 13일 대한민국 내 방영 : 2023년 8월 17일  | 1106-2   |
| 1–2  | "상냥한 엄마가 되고 싶어요"                 | 2021년 11월 13일 대한민국 내 방영 : 2023년 8월 17일  | 1106-3   |
| 1–3  | "유리의 공책을 주웠어요"                    | 2021년 11월 20일 대한민국 내 방영 : 2023년 8월 17일  | 1107-3   |
| 2–1  | "뜀틀을 넘고 싶어요"                        | 2021년 11월 27일 대한민국 내 방영 : 2023년 8월 17일  | 1108-2   |
| 2–2  | "외국 장기를 배워요"                        | 2021년 11월 27일 대한민국 내 방영 : 2023년 8월 17일  | 1108-3   |
| 2–3  | "숨바꼭질 대결을 해요"                      | 2021년 12월 4일 대한민국 내 방영 : 2023년 8월 17일   | 1109-1   |
| 3–1  | "액션가면 화장지는 소중해요"                | 2021년 12월 4일 대한민국 내 방영 : 2023년 8월 24일   | 1109-3   |
| 3–2  | "붉은 장미 삼총사를 스타로 만들어요"        | 2021년 12월 11일 대한민국 내 방영 : 2023년 8월 24일  | 1110-2   |
| 3–3  | "악어돌이가 왔어요"                         | 2021년 12월 18일 대한민국 내 방영 : 2023년 8월 24일  | 1111-3   |
| 4–1  | "행운의 모자를 쓰고 다녀요"                 | 2021년 12월 18일 대한민국 내 빙영 : 2023년 8월 24일  | 1111-2   |
| 4–2  | "업데이트를 해요"                           | 2021년 12월 25일 대한민국 내 방영 :2023년 8월 24일   | 1112-2   |
| 4–3  | "볶음면을 먹고 싶어요"                      | 2021년 12월 25일 대한민국 내 방영 : 2023년 8월 24일  | 1112-3   |
| 5–1  | "프리스타일 짱구, 떡잎마을의 래퍼 #1"       | 2022년 1월 8일 대한민국 내 방영 : 2023년 8월 31일    | 1113-3   |
| 5–2  | "정리를 하고 싶어요"                        | 2022년 1월 8일 대한민국 내 방영 : 2023년 8월 31일    | 1113-2   |
| 5–3  | "비싼 우산을 망가뜨렸어요"                  | 2022년 1월 22일 대한민국 내 방영 : 2023년 8월 31일   | 1115-2   |
| 6–1  | "프리스타일 짱구, 떡잎마을의 래퍼 #2"       | 2022년 1월 15일 대한민국 내 방영 : 2023년 8월 31일   | 1114-2   |
| 6–2  | "알바생 누나를 찾아다녀요"                  | 2022년 1월 29일 대한민국 내 방영 : 2023년 8월 31일   | 1116-2   |
| 6–3  | "철수 얼굴을 잊어버렸어요"                  | 2022년 1월 29일 대한민국 내 방영 : 2023년 8월 31일   | 1116-3   |
| 7–1  | "프리스타일 짱구, 떡잎마을의 래퍼 #3"       | 2022년 1월 15일 대한민국 내 방영 : 2023년 9월 7일    | 1115-3   |
| 7–2  | "스키장에서 조난당했어요"                   | 2022년 2월 5일 대한민국 내 방영 : 2023년 9월 7일     | 1117-2   |
| 7–3  | "흰둥이가 싸움을 말려요"                    | 2022년 2월 5일 대한민국 내 방영 : 2023년 9월 7일     | 1117-2   |
| 8–1  | "액션가면을 색칠해요"                       | 2022년 2월 12일 대한민국 내 방영 : 2023년 9월 7일    | 1118-3   |
| 8–2  | "전기밥솥을 사러 가요"                      | 2022년 2월 12일 대한민국 내 방영 : 2023년 9월 7일    | 1118-2   |
| 8–3  | "부리부리 용사의 모험 메가머리아 편"        | 2022년 2월 19일 대한민국 내 방영 : 2023년 9월 7일    | 1119-2   |
| 9–1  | "나를 달에 데려가 주세요"                   | 2022년 2월 26일 대한민국 내 방영 : 2023년 9월 14일   | 1120-2   |
| 9–2  | "공주님 모자를 쓰고 다녀요"                 | 2022년 2월 26일 대한민국 내 방영 : 2023년 9월 14일   | 1120-3   |
| 9–3  | "액션가면을 공부해요"                       | 2022년 3월 5일 대한민국 내 방영 : 2023년 9월 14일    | 1121-3   |
| 10–1 | "븕은 장미 삼총사의 홈스테이"               | 2022년 3월 12일 대한민국 내 방영 : 2023년 9월 14일   | 1122-2   |
| 10–2 | "마음대로 정리하지 마세요"                  | 2022년 3월 12일 대한민국 내 방영 : 2023년 9월 14일   | 1122-3   |
| 10–3 | "비밀 캐릭터를 뽑고 싶어요"                 | 2022년 3월 19일 대한민국 내 방영 : 2023년 9월 14일   | 1123-2   |
| 11–1 | "이슬이 누나가 알람이에요"                  | 2022년 3월 19일 대한민국 내 방영 : 2023년 9월 21일   | 1123-3   |
| 11–2 | "영업 비밀 특강을 해요"                     | 2022년 3월 26일 대한민국 내 방영 : 2023년 9월 21일   | 1124-3   |
| 11–3 | "사랑의 고기를 구워요"                      | 2022년 4월 2일 대한민국 내 방영 : 2023년 9월 21일    | 1125-1   |
| 12–1 | "새 강아지가 생겼어요"                      | 2022년 4월 2일 대한민국 내 방영 : 2023년 9월 21일    | 1125-3   |
| 12–2 | "액션가면을 보여주고 싶어요"                | 2022년 4월 9일 대한민국 내 방영 : 2023년 9월 21일    | 1126-3   |
| 12–3 | "한정판 펀치를 갖고 싶어요"                 | 2022년 4월 9일 대한민국 내 방영 : 2023년 9월 21일    | 1126-2   |
| 13–1 | "배후가 궁금해요"                           | 2022년 4월 16일 대한민국 내 방영 : 2023년 11월 7일   | 1127-3   |
| 13–2 | "짱아는 액션가면 동생이에요"                | 2022년 4월 16일 대한민국 내 방영 : 2023년 11월 7일   | 1127-1   |
| 13–3 | "버스 투어를 해요"                          | 2022년 4월 30일 대한민국 내 방영 : 2023년 11월 7일   | 1128-2   |
| 14–1 | "흰둥이가 된 동물소환 닌자"                 | 2022년 4월 30일 대한민국 내 방영 : 2023년 11월 7일   | 1128=3   |
| 14–2 | "떡잎마을의 휴일"                           | 2022년 5월 7일 대한민국 내 방영 : 2023년 11월 7일    | 1129-3   |
| 14–3 | "그림편지를 배워요"                         | 2022년 5월 7일 대한민국 내 방영 : 2023년 11월 7일    | 1129-1   |
| 15–1 | "다수결로 정해요"                           | 2022년 5월 14일 대한민국 내 방영 : 2023년 11월 14일  | 1130-3   |
| 15–2 | "책의 띠지를 만들어요"                      | 2022년 5월 21일 대한민국 내 방영 : 2023년 11월 14일  | 1131-2   |
| 15–3 | "그만두지 마세요"                           | 2022년 5월 21일 대한민국 내 방영 : 2023년 11월 14일  | 1131-3   |
| 16–1 | "사이좋게 지내세요"                         | 2022년 5월 28일 대한민국 내 방영 : 2023년 11월 14일  | 1132-2   |
| 16–2 | "청소기를 바꾸고 싶어요"                    | 2022년 5월 28일 대한민국 내 방영 : 2023년 11월 14일  | 1132-3   |
| 16–3 | "만화 그리기는 어려워요"                    | 2022년 6월 4일 대한민국 내 방영 : 2023년 11월 14일   | 1133-3   |
| 17–1 | "창호지를 발라요"                           | 2022년 6월 11일 대한민국 내 방영 : 2023년 11월 21일  | 1134-2   |
| 17–2 | "엄마가 나한테 미안하대요"                  | 2022년 6월 11일 대한민국 내 방영 : 2023년 11월 21일  | 1134-3   |
| 17–3 | "이슬이 누나의 타임캡슐을 찾아요"           | 2022년 6월 18일 대한민국 내 방영 : 2023년 11월 21일  | 1135-2   |
| 18–1 | "아빠는 너무 피곤해요"                      | 2022년 6월 18일 대한민국 내 방영 : 2023년 11월 21일  | 1135-3   |
| 18–2 | "이모가 점심을 준비해요"                    | 2022년 6월 25일 대한민국 내 방영 : 2023년 11월 21일  | 1136-1   |
| 18–3 | "닌자가 돼서 자유를 만끽해요"               | 2022년 6월 25일 대한민국 내 방영 : 2023년 11월 21일  | 1136-3   |
| 19–1 | "오리들이 이사를 해요"                      | 2022년 7월 2일 대한민국 내 방영 : 2023년 11월 28일   | 1137-3   |
| 19–2 | "프린세스 트럭을 따라가요"                  | 2022년 7월 9일 대한민국 내 방영 : 2023년 11월 28일   | 1138-3   |
| 19–3 | "외할아버지랑 퇴근을 해요"                  | 2022년 7월 9일 대한민국 내 방영 : 2023년 11월 28일   | 1138-1   |
| 20–1 | "신기루 샌드위치를 먹어요"                  | 2022년 7월 16일 대한민국 내 방영 : 2023년 11월 28일  | 1139-2   |
| 20–2 | "흰둥이 연기가 어색해요"                    | 2022년 7월 16일 대한민국 내 방영 : 2023년 11월 28일  | 1139-3   |
| 20–3 | "트러플 버섯을 먹어요"                      | 2022년 7월 23일 대한민국 내 방영 : 2023년 11월 28일  | 1140-3   |
| 21–1 | "짱아가 모기를 잡아요"                      | 2022년 7월 30일 대한민국 내 방영 : 2023년 12월 5일   | 1141-2   |
| 21–2 | "초코비의 탄생"                             | 2022년 7월 30일 대한민국 내 방영 : 2023년 12월 5일   | 1141-3   |
| 21–3 | "큰아버지가 오셨어요"                       | 2022년 8월 6일 대한민국 내 방영 : 2023년 12월 5일    | 1142-3   |
| 22–1 | "어부바 달리기를 해요"                      | 2022년 8월 13일 대한민국 내 방영 : 2023년 12월 5일   | 1143-3   |
| 22–2 | "물총 순찰을 돌아요"                        | 2022년 8월 13일 대한민국 내 방영 : 2023년 12월 5일   | 1143-1   |
| 22–3 | "지압사 신짱구"                             | 2022년 8월 20일 대한민국 내 방영 : 2023년 12월 5일   | 1144-2   |
| 23–1 | "우리 집에 분수가 생겼어요"                 | 2022년 8월 20일 대한민국 내 방영 : 2023년 12월 12일  | 1144-3   |
| 23–2 | "바다를 찾아가요"                           | 2022년 8월 27일 대한민국 내 방영 : 2023년 12월 12일  | 1145-2   |
| 23–3 | "드디어 물건을 팔았어요"                    | 2022년 8월 27일 대한민국 내 방영 : 2023년 12월 12일  | 1145-3   |
| 24–1 | "AI 수지가 왔어요"                          | 2022년 9월 3일 대한민국 내 방영 : 2023년 12월 12일   | 1146-2   |
| 24–2 | "비법 소스를 만들고 싶어요"                 | 2022년 9월 3일 대한민국 내 방영 : 2023년 12월 12일   | 1146-3   |
| 24–3 | "우리는 버섯이에요"                         | 2022년 9월 10일 대한민국 내 방영 : 2023년 12월 12일  | 1147-3   |
| 25–1 | "명품 스카프를 주웠어요"                    | 2022년 9월 17일 대한민국 내 방영 : 2023년 12월 19일  | 1148-1   |
| 25–2 | "붉은 장미 삼총사가 캠핑을 해요"            | 2022년 9월 17일 대한민국 내 방영 : 2023년 12월 19일  | 1148-3   |
| 25–3 | "신문을 읽어요"                             | 2022년 9월 24일 대한민국 내 방영 : 2023년 12월 19일  | 1149-3   |
| 26–1 | "보물을 갖고 싶지 않아요"                   | 2022년 10월 1일 대한민국 내 방영 : 2023년 12월 19일  | 1150-2   |
| 26–2 | "큰아버지랑 고기를 먹어요"                  | 2022년 10월 1일 대한민국 내 방영 : 2023년 12월 19일  | 1150-3   |
| 26–3 | "엄마랑 유리가 대결을 해요"                 | 2022년 10월 8일 대한민국 내 방영 : 2023년 12월 19일  | 1151-2   |
| SP   | "짱구를 만나러 투모로우바이투게더가 왔어요" | 2023년 10월 28일 대한민국 내 방영 : 2023년 12월 30일 | 1205-4   |

## 24기
| 화수 | 제목                                     | 본방송일자 (일본)                                    | 방영순서 |
| ---- | ---------------------------------------- | ---------------------------------------------------- | -------- |
| 1–1  | "짱아의 왕자님을 만났어요!"              | 2022년 10월 8일 대한민국 내 방영 : 2024년 8월 1일    | 1151-3   |
| 1–2  | "과수원에 가요!"                         | 2022년 10월 15일 대한민국 내 방영 : 2024년 8월 1일   | 1152-2   |
| 1–3  | "가위바위보를 이겨봐요!"                 | 2022년 10월 15일 대한민국 내 방영 : 2024년 8월 1일   | 1152-3   |
| 2–1  | "철수가 고백한대요!"                     | 2022년 10월 22일 대한민국 내 방영 : 2024년 8월 1일   | 1153-3   |
| 2–2  | "사진 전시회에 왔어요!"                  | 2022년 10월 29일 대한민국 내 방영 : 2024년 8월 1일   | 1154-2   |
| 2–3  | "우정의 종이비행기예요!"                 | 2022년 10월 29일 대한민국 내 방영 : 2024년 8월 1일   | 1154-3   |
| 3–1  | "참마를 캐보아요"                        | 2022년 11월 5일 대한민국 내 방영 : 2024년 8월 8일    | 1155-3   |
| 3–2  | "꼭 하나씩 잊어버려요"                   | 2022년 11월 12일 대한민국 내 방영 : 2024년 8월 8일   | 1156-3   |
| 3–3  | "공원의 아이돌이에요"                    | 2022년 11월 12일 대한민국 내 방영 : 2024년 8월 8일   | 1156-2   |
| 4–1  | "초코비를 찾아보아요"                    | 2022년 11월 19일 대한민국 내 방영 : 2024년 8월 8일   | 1157-3   |
| 4–2  | "낙엽으로 작품을 만들어요"               | 2022년 11월 19일 대한민국 내 방영 :2024년 8월 8일    | 1157-1   |
| 4–3  | "들키지 않게 치워요!"                    | 2022년 11월 26일 대한민국 내 방영 : 2024년 8월 8일   | 1158-2   |
| 5–1  | "유리랑 외출해요!"                       | 2022년 11월 26일 대한민국 내 방영 : 2024년 8월 22일  | 1158-3   |
| 5–2  | "엄마는 리폼 왕이에요"                   | 2022년 12월 3일 대한민국 내 방영 : 2024년 8월 22일   | 1159-3   |
| 5–3  | "이가 흔들려요"                          | 2023년 6월 24일 대한민국 내 방영 : 2024년 8월 22일   | 1187-3   |
| 6–1  | "가방이 멋있어요"                        | 2022년 12월 10일 대한민국 내 방영 : 2024년 8월 22일  | 1160-2   |
| 6–2  | "우리들은 특수반 형사예요"               | 2022년 12월 17일 대한민국 내 방영 : 2024년 8월 22일  | 1161-3   |
| 6–3  | "30개의 액션가면을 찾아 보아요"          | 2022년 12월 24일 대한민국 내 방영 : 2024년 8월 22일  | 1162-1   |
| 7–1  | "짱구는 5살, 아빠도 5살이에요(전편)"     | 2022년 12월 24일 대한민국 내 방영 : 2024년 8월 29일  | 1162-2   |
| 7–2  | "짱구는 5살, 아빠도 5살이에요(후편)"     | 2022년 12월 24일 대한민국 내 방영 : 2024년 8월 29일  | 1162-3   |
| 7–3  | "작가님을 도와드릴게요"                  | 2023년 1월 7일 대한민국 내 방영 : 2024년 8월 29일    | 1163-2   |
| 8–1  | "부리부리 용사의 모험! 인기 투표 순위편" | 2023년 1월 7일 대한민국 내 방영 : 2024년 8월 29일    | 1163-3   |
| 8–2  | "다 같이 절약해 보아요!"                 | 2023년 1월 7일 대한민국 내 방영 : 2024년 8월 29일    | 1163-3   |
| 8–3  | "저는 변호사 짱구예요"                   | 2023년 1월 14일 대한민국 내 방영 : 2024년 8월 29일   | 1164-3   |
| 9–1  | "붉은 장미 삼총사가 악당이 됐어요"       | 2023년 1월 21일 대한민국 내 방영 : 2024년 9월 6일    | 1165-3   |
| 9–2  | "상처 씻는 게 무서워요"                  | 2023년 1월 21일 대한민국 내 방영 : 2024년 9월 6일    | 1165-1   |
| 9–3  | "손님 대접 음식점 편이에요"              | 2023년 1월 28일 대한민국 내 방영 : 2024년 9월 6일    | 1168-3   |
| 10–1 | "큰아버지랑 스키를 타요"                 | 2023년 1월 28일 대한민국 내 방영 : 2024년 9월 6일    | 1166-2   |
| 10–2 | "엄마한텐 놀라운 능력이 있어요"          | 2023년 2월 4일 대한민국 내 방영 : 2024년 9월 6일     | 1167-3   |
| 10–3 | "유리가 미담을 만들고 싶대요"            | 2023년 2월 4일 대한민국 내 방영 : 2024년 9월 6일     | 1167-2   |
| 11–1 | "중고 자전거를 샀어요"                   | 2023년 6월 24일 대한민국 내 방영 : 2024년 9월 13일   | 1187-2   |
| 11–2 | "밤중에 나 혼자 깼어요"                  | 2023년 2월 25일 대한민국 내 방영 : 2024년 9월 13일   | 1170-2   |
| 11–3 | "프리스타일 짱구, 떡잎마을의 래퍼!! #4"  | 2023년 2월 11일 대한민국 내 방영 : 2024년 9월 13일   | 1168-3   |
| 12–1 | "초롱이가 돌아왔어요"                    | 2023년 3월 4일 대한민국 내 방영 : 2024년 9월 13일    | 1171-3   |
| 12–2 | "야광 목줄을 메고 산책해요"              | 2023년 3월 11일 대한민국 내 방영 : 2024년 9월 13일   | 1172-3   |
| 12–3 | "프리스타일 짱구, 떡잎마을의 래퍼!! #5"  | 2023년 2월 18일 대한민국 내 방영 : 2024년 9월 13일   | 1169-3   |
| 13–1 | "신발을 빨아보아요"                      | 2023년 3월 11일 대한민국 내 방영 : 2024년 9월 20일   | 1172-2   |
| 13–2 | "신 가면라이더예요"                      | 2023년 3월 18일 대한민국 내 방영 : 2024년 9월 20일   | 1173-3   |
| 13–3 | "프리스타일 짱구, 떡잎마을의 래퍼!! #6"  | 2023년 2월 25일 대한민국 내 방영 : 2024년 9월 20일   | 1170-3   |
| 14–1 | "비행기에 응원을 보내요"                 | 2023년 4월 1일 대한민국 내 방영 : 2024년 9월 20일    | 1175-3   |
| 14–2 | "고층 아파트는 높아요"                   | 2023년 4월 8일 대한민국 내 방영 : 2024년 9월 20일    | 1176-2   |
| 14–3 | "큰아버지랑 집을 보게 됐어요"            | 2023년 4월 8일 대한민국 내 방영 : 2024년 9월 20일    | 1176-3   |
| 15–1 | "훈이와 수수께끼 놀이에요"               | 2023년 4월 15일 대한민국 내 방영 : 2024년 9월 27일   | 1177-2   |
| 15–2 | "현관문이 안 닫혀요"                     | 2023년 4월 15일 대한민국 내 방영 : 2024년 9월 27일   | 1177-3   |
| 15–3 | "짱아가 얄미워요"                        | 2023년 4월 22일 대한민국 내 방영 : 2024년 9월 27일   | 1178-3   |
| 16–1 | "유쾌한 작가님과 철수가 만났어요"        | 2023년 4월 29일 대한민국 내 방영 : 2024년 9월 27일   | 1179-2   |
| 16–2 | "양말 찾기 대결을 해요"                  | 2023년 4월 29일 대한민국 내 방영 : 2024년 9월 27일   | 1179-3   |
| 16–3 | "우리 집의 챔피언 벨트예요"              | 2023년 5월 6일 대한민국 내 방영 : 2024년 9월 27일    | 1180-3   |
| 17–1 | "저 초코비통이에요"                      | 2023년 5월 13일 대한민국 내 방영 : 2024년 11월 15일  | 1181-2   |
| 17–2 | "마음껏 들고가도 된대요"                 | 2023년 5월 13일 대한민국 내 방영 : 2024년 11월 15일  | 1181-3   |
| 17–3 | "수지와 깡통차기 놀이를 해요"            | 2023년 5월 20일 대한민국 내 방영 : 2024년 11월 15일  | 1182-3   |
| 18–1 | "공 없이 축구해요"                       | 2023년 5월 27일 대한민국 내 방영 : 2024년 11월 15일  | 1183-2   |
| 18–2 | "말린 과일을 만들어요"                   | 2023년 5월 27일 대한민국 내 방영 : 2024년 11월 15일  | 1183-3   |
| 18–3 | "고깃집에서 미팅해요"                    | 2023년 6월 3일 대한민국 내 방영 : 2024년 11월 15일   | 1184-2   |
| 19–1 | "집 나간 앵무새를 찾아요"                | 2023년 9월 30일 대한민국 내 방영 : 2024년 11월 22일  | 1201-2   |
| 19–2 | "분재 수집가를 만났어요"                 | 2023년 3월 25일 대한민국 내 방영 : 2024년 11월 22일  | 1174-1   |
| 19–3 | "애프터눈 티를 마셔야 해요"              | 2023년 4월 1일 대한민국 내 방영 : 2024년 11월 22일   | 1175-1   |
| 20–1 | "궁금한 게 너무 많아요"                  | 2023년 6월 3일 대한민국 내 방영 : 2024년 11월 22일   | 1184-3   |
| 20–2 | "우리 동네를 깨끗이 청소해요"            | 2023년 6월 10일 대한민국 내 방영 : 2024년 11월 22일  | 1185-2   |
| 20–3 | "나는 곰돌이 인형이에요"                 | 2023년 6월 10일 대한민국 내 방영 : 2024년 11월 22일  | 1185-3   |
| 21–1 | "물수제비 대결을 해봐요"                 | 2023년 7월 1일 대한민국 내 방영 : 2024년 11월 29일   | 1188-2   |
| 21–2 | "아빠가 출장을 간대요"                   | 2023년 7월 1일 대한민국 내 방영 : 2024년 11월 29일   | 1188-3   |
| 21–3 | "명품 접시를 사용해보아요"               | 2023년 7월 8일 대한민국 내 방영 : 2024년 11월 29일   | 1189-3   |
| 22–1 | "바닷속 세상은 재미있어요"               | 2023년 7월 15일 대한민국 내 방영 : 2024년 11월 29일  | 1190-2   |
| 22–2 | "아빠 몰래 택배를 숨겨요"                | 2023년 7월 15일 대한민국 내 방영 : 2024년 11월 29일  | 1190-3   |
| 22–3 | "우린 50원짜리 동건이에요"               | 2023년 7월 22일 대한민국 내 방영 : 2024년 11월 29일  | 1191-3   |
| 23–1 | "이슬이 누나랑 아침 체조 가요"           | 2023년 7월 29일 대한민국 내 방영 : 2024년 12월 6일   | 1192-3   |
| 23–2 | "냄새가 너무 심해요"                     | 2023년 7월 29일 대한민국 내 방영 : 2024년 12월 6일   | 1192-2   |
| 23–3 | "훈이가 초능력자래요"                    | 2023년 8월 5일 대한민국 내 방영 : 2024년 12월 6일    | 1193-1   |
| 24–1 | "손 말이 초밥을 만들어 먹어요"           | 2023년 8월 5일 대한민국 내 방영 : 2024년 12월 6일    | 1193-2   |
| 24–2 | "할아버지랑 바다에 왔어요"               | 2023년 8월 12일 대한민국 내 방영 ; 2024년 12월 6일   | 1194-3   |
| 24–3 | "철수의 도전을 응원해요"                 | 2023년 8월 19일 대한민국 내 방영 : 2024년 12월 6일   | 1195-3   |
| 25–1 | "아빠랑 배낚시를 하러 왔어요"            | 2023년 8월 19일 대한민국 내 방영 : 2024년 12월 13일  | 1195-2   |
| 25–2 | "흰둥이가 사랑에 빠졌어요"               | 2023년 8월 26일 대한민국 내 방영 : 2024년 12월 13일  | 1196-2   |
| 25–3 | "사랑의 불꽃놀이 대결이에요"             | 2023년 8월 26일 대한민국 내 방영 : 2024년 12월 13일  | 1196-3   |
| 26–1 | "프린세스의 응원 상영회에 왔어요"        | 2023년 9월 2일 대한민국 내 방영 : 2024년 12월 13일   | 1197-2   |
| 26–2 | "엄마도 날씬해지고 싶어요"               | 2023년 9월 2일 대한민국 내 방영 : 2024년 12월 13일   | 1197-3   |
| 26–3 | "수지와 커플우산을 써요"                 | 2023년 9월 9일 대한민국 내 방영 : 2024년 12월 13일   | 1198-3   |
| 27–1 | "입학식을 추억을 돌이켜봐요"             | 2023년 9월 16일 대한민국 내 방영 : 2024년 12월 20일  | 1199-3   |
| 27–2 | "한정판 푸딩을 먹고 싶어요"              | 2023년 9월 16일 대한민국 내 방영 : 2024년 12월 20일  | 1199-2   |
| 27–3 | "누가 물건을 더 잘 파나 대결해요"        | 2023년 9월 23일 대한민국 내 방영 : 2024년 12월 20일  | 1200-3   |
| 28–1 | "열정적인 선생님이 나타났어오"           | 2023년 10월 14일 대한민국 내 방영 : 2024년 12월 20일 | 1203-2   |
| 28–2 | "엄마가 편지를 두고 나갔어요"            | 2023년 10월 14일 대한민국 내 방영 : 2024년 12월 20일 | 1203-3   |
| 28–3 | "유리가 머리끈을 가져왔어요"             | 2023년 10월 21일 대한민국 내 방영 : 2024년 12월 20일 | 1204-3   |
| 29–1 | "둘 중에 하나를 고르래요"                | 2023년 10월 28일 대한민국 내 방영 : 2024년 12월 27일 | 1205-3   |
| 29–2 | "집안에서 운동회를 해요"                 | 2023년 10월 28일 대한민국 내 방영 : 2024년 12월 27일 | 1205-2   |
| 29–3 | "부리부리 용사의 모험! 우주 덩크슛 편"   | 2023년 11월 4일 대한민국 내 방영 : 2024년 12월 27일  | 1206-3   |
| 30–1 | "오늘 유리가 좀 수상해요"                | 2023년 11월 11일 대한민국 내 방영 : 2024년 12월 27일 | 1207-2   |
| 30–2 | "아빠가 코바늘 인형을 만든대요"          | 2023년 11월 11일 대한민국 내 방영 : 2024년 12월 27일 | 1207-3   |
| 30–3 | "우리는 오늘 초등학생이에요"             | 2023년 11월 18일 대한민국 내 방영 : 2024년 12월 27일 | 1208-2   |
| 31–1 | "오늘은 엄마를 쉬게 해주재요"            | 2023년 11월 18일 대한민국 내 방영 : 2025년 1월 3일   | 1208-3   |
| 31–2 | "아빠가 반지를 가져왔어요"               | 2023년 11월 25일 대한민국 내 방영 : 2025년 1월 3일   | 1209-2   |
| 31–3 | "큰아버지가 갑자기 한턱낸대요"           | 2023년 11월 25일 대한민국 내 방영 : 2025년 1월 3일   | 1209-3   |
| 32–1 | "팽이 대결을 해요"                       | 2023년 12월 2일 대한민국 내 방영 : 2025년 1월 3일    | 1210-2   |
| 32–2 | "아빠가 혼자 캠핑하고 싶대요"            | 2023년 9월 30일 대한민국 내 방영 : 2025년 1월 3일    | 1201-3   |
| 32–3 | "이상한 공인중개사예요"                  | 2023년 12월 9일 대한민국 내 방영 : 2025년 1월 3일    | 1211-2   |
| 33–1 | "미숙이 아줌마가 놀러왔어요"             | 2023년 12월 9일 대한민국 내 방영 : 2025년 1월 10일   | 1211-3   |
| 33–2 | "장난감을 정기구독한대요"                | 2023년 12월 16일 대한민국 내 방영 : 2025년 1월 10일  | 1212-3   |
| 33–3 | "엄마가 방범대의 수습 대원이 됐어요"     | 2023년 12월 16일 대한민국 내 방영 : 2025년 1월 10일  | 1212-2   |
| 34–1 | "아빠가 전기를 만든대요"                 | 2023년 12월 23일 대한민국 애 방영 : 2025년 1월 10일  | 1213-2   |
| 34–2 | "정열의 선생님을 다시 만났어요"          | 2023년 12월 23일 대한민국 내 방영 : 2025년 1월 10일  | 1213-3   |
| 34–3 | "철수가 자기를 숨겨달래요"               | 2024년 1월 6일 대한민국 내 방영 : 2025년 1월 10일    | 1214-2   |